# Roxy (Film)
Roxy ist eine Filmkomödie des georgischen, in Berlin lebenden Regisseurs Dito Tsintsadze aus dem Jahr 2022 mit Devid Striesow in der Hauptrolle. Die Uraufführung erfolgte am 17. November 2022 beim Tallinn Black Nights Film Festival. In Deutschland kam der Film am 25. Januar 2024 in die Kinos.

## Handlung
Der Taxifahrer Thomas Brenner führt ein unauffälliges Leben. Eines Tages steigen drei bedrohlich wirkende Russen in sein Auto, die einen Kampfhund namens Roxy bei sich führen. Levan, ihr Boss, zahlt Brenner eine größere Summe Geld und fordert ihn auf, ihnen künftig zur Verfügung zu stehen. Brenner ist nun ihr Assistent und Mädchen für alles, und als Levans schöne Frau und sein Sohn in die Stadt kommen, soll Brenner auf sie aufpassen.
Es bleibt unklar, warum Brenner sich darauf einlässt, zumal sich herausstellt, dass die Russen von Unbekannten verfolgt werden. Dabei bleibt wiederum offen, ob sie Kriminelle oder Dissidenten sind.

## Produktion
Der von der MFG Filmförderung unterstützte Film wurde zum großen Teil in Baden-Württemberg gedreht, insbesondere in Karlsruhe und Stuttgart.

## Kritik
Björn Schneider schreibt auf der Website Spielfilm.de: „Ein ordnungsliebender Normalo wird in die kriminelle Welt hineingezogen – Die Krimi-Komödie "Roxy“ erzählt keine wirklich neue Geschichte. Aber Regisseur Dito Tsintsadze erzählt sie mit pointiertem, bissigem Witz und einem gewohnt brillanten Devid Striesow, der als ordnungsliebender Kontrollfreak zur Höchstform aufläuft. 4 Sterne.“

## Auszeichnungen
Die Deutsche Film- und Medienbewertung hat den Film mit dem Prädikat „wertvoll“ ausgezeichnet. Die Jury hebt dabei besonders die Figur des Taxifahrer Thomas hervor, „grandios doppelbödig gespielt von Devid Striesow, dessen Leben irgendwie in der Endlosschleife Bahnhof–Fahrziel–Bahnhof gefangen ist“.